# 월간 게이머즈
월간 게이머즈(GAMER'Z)는 대한민국의 게임 전문 잡지이다. 2000년 5월에 《월간 플레이스테이션》이라는 이름으로 창간했으며 같은 해 8월부터 현재의 명칭인 "게이머즈"로 개명하였다. 2008년 7월 통산 100호를 달성했다. 2021년 기준으로 대한민국 유일의 비디오 게임 전문 잡지이다.

## 역사
2000년 5월 '월간 플레이스테이션'이라는 이름으로 잡지가 창간된다. 이후 2000년 8월호에 '게이머즈'라는 이름으로 바꾼 후 현재까지 유지하고 있다. 월간 게이머즈와는 별도로 2002년 5월 31일 플레이스테이션 2의 국내 정식 발매를 계기로 《월간 플레이스테이션》이라는 잡지가 창간되었으나 2007년 4월 휴간한다.
2012년 3월부터 시드노벨과 협력하여 월간 게이머즈에 라이트 노벨에 관한 정보를 담는 코너인 〈La! Novel Square〉를 개설하고 라이트노벨에 대한 각종 정보와 단편 소설 등을 개재하기 시작했다.

## 관련 사고
2011년 9월 8일 '반다이 남코 게임스'에서 발매 예정이었던 플레이스테이션 3용 테일즈 시리즈 15주년 기념작 《테일즈 오브 엑실리아》가 9월 2일 앞서서 발행된 월간 게이머즈에 실린 공략집을 통해 게임 내용이 미리 유포되는 사건이 벌어졌다. 월간 게이머즈 2011년 9월호에는 해당 작품의 여성 주인공 '미라'편이 엔딩까지 공략되어 있었으며, 게임잡지를 입수한 유저가 중요 스토리의 내용을 사진으로 담아서 일본 커뮤니티 사이트에 업로드해, 게임이 정식으로 발매되기 전에 한일 인터넷 상에서 주요 이벤트의 내용이 속수무책으로 퍼져버리는 문제가 발생하게 됐다.
'반다이 남코 게임스'는 홈페이지를 통해 자사의 감수를 거치지 않고 잡지에 공략 기사를 실은 것에 대해 게이머즈 잡지사에 깊은 유감을 표했으며, 이후 국내에 출시되는 '테일즈 오브 엑실리아' 소프트에서 당초 예약 특전으로 첨부되기로 계획한 224 페이지 분량의 공략본을 제외했다.
한편 반다이남코 게임즈의 입장 발표 이틀 후 7일 게이머즈의 발행사인 '게임문화' 측에서는 '게이머즈 공식 까페'에 게시한 공지사항을 통해 이번 공략은 게임문화가 무단으로 진행한 것이 아닌 '반다이남코 파트너즈 코리아'의 협조로 미리 디스크를 받아 공략이 이루어졌음을 밝혔고, 이 과정에서 공략 기사의 노출 날짜 조절이나 검수 요청이 없었다면서 이번 사태의 책임을 게이머즈에게만 지우려고 하는 상황에서 부득이하게 게임문화의 입장을 발표하게 되었음을 알렸다.

## 참조
1. ↑  2000년대 이후에는 인터넷 와레즈 우려로 잡지(정기간행물) 사라지는 추세가 있음.
2. ↑  조성신 (2008년 2월 15일). “기획특집기사 - 한국 게임잡지의 역사 ② 게임잡지의 변화와 인터넷”. 2012년 5월 26일에 확인함.[깨진 링크(과거 내용 찾기)]
3. ↑  “국내 최초 공식 PS 전문지, 5월 31일 창간!”. 2002년 5월 30일. 2012년 5월 19일에 확인함.
4. ↑  김득렬 (2012년 1월 4일). “게임잡지 연대기 2부 – 게임잡지 몰락에서 웹진 탄생까지”. 2012년 5월 19일에 확인함.
5. ↑  시드지기 (2012년 3월 7일). “시드뉴스 - 월간 게이머즈 3월호에 라이트노벨 관련 기사가 실렸어요!”. 2012년 5월 15일에 확인함.
6. ↑  〈라노벨 읽어주는 남자〉. 《월간 게이머즈》. 게임문화. 2012년 3월. 178쪽. ISBN 9781348840015.
7. ↑  “반다이남코 게임즈, '테일즈 오브 엑실리아' 유출 사태에 대해 공식 입장 표명”. 루리웹. 2011년 9월 19일. 2012년 6월 8일에 확인함.
8. ↑  “플레이스테이션 3용 게임 소프트 '테일즈 오브 엑실리아'에 관한 안내”. 반다이 남코 게임스 일본 공식 홈페이지. 2011년 9월 5일. 2012년 7월 24일에 원본 문서에서 보존된 문서. 2012년 6월 8일에 확인함.
9. ↑  “게이머즈, '테일즈 오브 엑실리아' 사태에 대한 공식 입장 발표”. 루리웹. 2011년 9월 19일. 2012년 6월 8일에 확인함.
10. ↑  키노피오 (2011년 9월 7일). “'테일즈 오브 엑실리아'에 관련된, 월간 GAMER'Z의 공식 입장입니다.”. 월간 게이머즈 공식 팬카페. 2012년 6월 8일에 확인함.